# 司馬氏
司馬氏（しばし）は、中国の氏のひとつ。著名な者に晋（西晋・東晋）の国姓となった河内郡温県孝敬里のものがある。2020年の中華人民共和国の統計では「司馬」が7番目に多い複姓で、2.3万人がいる。台湾の2018年の統計では676番目に多い姓で、54人がいる。
司馬は元々軍事をつかさどる官職のことである。この司馬の職にあった者の子孫が司馬の氏を使うことが多い。

## 司馬錯の一族
秦の将軍司馬錯の家系からは、白起に属して長平の戦いで活躍した司馬靳、その子孫である学者の司馬談、そして談の子で『史記』の著者である司馬遷が出ている。司馬遷は宮刑に処されたが、その前に娘を1人もうけており、娘は丞相の楊敞に嫁いで、後漢の名門貴族である弘農楊氏の遠祖となった。

## 司馬卬の一族
楚漢戦争で秦を打ち破った項羽により殷王に封じられるが、項羽に反旗を翻して陳平に鎮圧され、その後劉邦に破られた司馬卬の家系が有名であり、以後に名を上げる司馬氏は司馬卬の子孫を称している。

## 晋の国姓
後漢代に至り、司馬卬の末裔と称して、河内郡温県孝敬里の名門として家名を存続した司馬氏 では、司馬防の男子8人の評判が高く、全員が字に「達」の字を持っていたため「司馬の八達」と呼ばれた。
中でも次子の司馬懿が聡明さをもって知られ、曹操より腹心として迎えたいという要請を受けている。司馬懿は最初、曹氏に勝る名門としての誇りから仕官を断ったものの、後に求めに応じてその配下となった。曹操の嫡子曹丕と親しかった司馬懿は、220年に曹丕が魏の初代皇帝となると重用され、その地位を固めた。
226年、2代皇帝曹叡の代になると、蜀の諸葛亮の北伐が開始され、司馬懿と諸葛亮の知恵比べとも言われる戦いが始まる。魏は武将の張郃が討たれるなど苦戦するが、諸葛亮が234年の五丈原の戦いで病死し、戦いは終わった。3代皇帝曹芳の代になると、曹爽によって司馬懿は一時、名誉職に追いやられるが、息子の司馬師、司馬昭とクーデターを起こし、政敵を誅殺した上で全権を握った（高平陵の変）。蜀漢滅亡後の264年に司馬昭は晋王の爵位を授かる。司馬昭の死後、265年には司馬昭の息子司馬炎は魏の曹奐より禅譲を受けて晋を興す。
しかし、晋は皇族らの起こした八王の乱を契機として短期間のうちに衰退する。これに乗じた匈奴の大首長劉淵が晋より自立して匈奴大単于を称し、漢（後の前趙）を建てる。匈奴の軍勢は、311年に劉淵の跡を継いだ劉聡が洛陽を陥落させ、懐帝を捕らえた（永嘉の乱）。懐帝は劉聡により、酒宴で酒を注ぐ役をさせられるという屈辱を与えられた後、313年に処刑される。懐帝が処刑されたことを聞いて、長安にいた司馬鄴（愍帝）は即位して漢に抵抗するが、316年、長安が陥落して晋は滅亡した。愍帝は懐帝同様の扱いを受けた後に殺される。
皇族の有力者のうちの一人である琅邪王司馬睿（元帝）は、一部の皇族と共に江南に逃れ（五馬渡江）、愍帝が殺されたことを受けて即位し、建康に都して晋を再興した。江南に建国された晋を東晋、それ以前の晋を西晋と呼ぶ。
しかし、東晋も廷臣の劉裕の力が強くなり、420年に恭帝が劉裕に禅譲し、劉裕から零陵王に封じられたことにより、晋の皇族としての司馬氏は滅亡したが、翌年恭帝が殺された後も零陵王を一族の司馬元瑜が継ぎ、南朝宋・斉の時代まで諸侯王として存続した。東晋滅亡の前後で、司馬叔璠や司馬文思や司馬楚之などの一部の皇族は華北へ亡命し、この中には北魏の貴族として栄えた家系もある。
また、一部には八王の乱の混乱に紛れて華北に残った皇族もおり、この子孫の中には、司馬子如・司馬消難などがおり、消難の娘の司馬令姫が北周の皇后となるなど繁栄している。

## 黄巾
『魏志』夏侯淵伝によると、黄巾党に司馬倶という人物の名がある。

## その他
- 司馬穰苴：春秋時代の斉の大司馬であり、『司馬法』の作者とされる。
- 『論語』顔淵に、孔子の弟子として司馬牛が見える。司馬遷『史記』仲尼弟子列伝によると、名は耕で、字が子牛であった。
- 司馬欣：秦末の将軍。項羽に降伏して塞王に封じられるが、劉邦に敗れて自害した。
- 司馬相如：前漢の文学者。
- 司馬徽：後漢の人物鑑定家。号が水鏡であるため「水鏡先生」とも称される。
- 司馬貞：唐代の人で『史記索隠』の作者。司馬遷に対して「小司馬氏」と称する。
- 司馬光：北宋の政治家・学者。司馬孚の子孫だという。
- 司馬達等：日本の飛鳥時代の人物。孫に鞍作鳥（止利仏師）。
- 司馬彦：中華人民共和国の書写教育家。